# Tholonotus
Tholonotus è un genere estinto di pesci ossei appartenenti ai Palaeonisciformes, vissuto durante il Permiano inferiore in quella che oggi è l'area sud-orientale del Brasile. L’unica specie nota è Tholonotus braziliensis.

## Descrizione
Tholonotus braziliensis era un pesce fusiforme, di dimensioni modeste (fino a 13 cm di lunghezza), con dorso arcuato longitudinalmente e ventre dalla curvatura moderata. Il cranio misurava tra un quarto e un terzo della lunghezza corporea standard, con un muso basso e arrotondato. L’orbita, posizionata anteriormente, era relativamente piccola, e l’apparato sospensoriale era poco inclinato. Il cranio mostrava caratteri distintivi come un parietale stretto e lungo la metà del frontale, frontale più largo anteriormente, dermopterotico grande con margine anterolaterale obliquamente troncato, e dermosfenotico esteso anteriormente sopra l’orbita per articolarsi con un nasale profondamente arcuato. Assenti l’epitemporale e il sopraorbitale separato.
La regione infraorbitale era composta da quattro elementi, con quello anteroinferiore che si estendeva fino a sovrapporsi al mascellare. Il mascellare presentava una piastra postorbitale alta ma troncata dorsalmente. La dentatura era debole o assente. L’opercolo era più profondo ma meno lungo del subopercolo, mentre il supracleitro era profondo due terzi dell’opercolo. Le ossa opercolari erano relativamente grandi. Il preopercolo dorsale era angolato anteriormente e curvo posteriormente, mentre quello ventrale (o quadratojugal) era visibile lateralmente.
Le pinne pelviche erano profonde, composte da circa 17 lepidotrichi, e poste all’altezza della 11ª fila verticale di scaglie. La pinna dorsale era triangolare, con base più lunga dell’altezza, e situata al centro della lunghezza del corpo; era composta da circa 37 raggi. La pinna anale era anch'essa triangolare, più profonda che lunga, situata sotto l'estremità posteriore della dorsale e formata da circa 27 raggi. La pinna caudale era profondamente forcuta e quasi simmetrica, con circa 60 raggi.
Il corpo era interamente ricoperto da grandi scaglie romboidali sottili, disposte in 46 file verticali, che risultavano invertite alla base delle pinne dorsale e anale. Le scaglie anteriori e ventrali erano ornate da costolature diagonali, mentre quelle posteriori presentavano ornamentazioni ridotte a semplici fossette. Molte scaglie erano equilaterali, ma alcune anteriori adiacenti alla linea laterale erano più profonde che lunghe. Il margine posteriore di numerose scaglie era frastagliato.

## Classificazione
La specie Tholonotus braziliensis è conosciuta da un esemplare fossile proveniente dalla Formazione Corumbataí, rinvenuto nei dintorni della città di Conchas, nello stato di San Paolo.
Tholonotus venne descritto per la prima volta da Dunkle e Schaeffer nel 1960 e venne attribuito inizialmente alla famiglia Acrolepidae, seppur con qualche dubbio. Successivamente Tholonotus è stato considerato un membro della famiglia Amblypteridae, comprendente varie forme europee come Amblypterus e Paramblypterus e altre forme asiatiche e nordamericane.

## Paleoecologia
L’esemplare fossile proviene dalle siltiti della Formazione Corumbatai, parte della Serie Passa Dois, che rappresenta una facies laterale delle formazioni Estrada Nova e Rio do Rasto. Tali formazioni corrispondono ad ambienti dulciacquicoli e lagunari, tipici del Gondwana del Paleozoico superiore.
L’anatomia di Tholonotus indica adattamenti a uno stile di vita in acque relativamente calme. La presenza di dentatura debole o assente suggeriscono che il pesce potesse nutrirsi di piccoli organismi planctonici o detriti organici.